# Beast in Black
Beast in Black – fińsko-grecko-węgierski zespół powermetalowy założony w 2015 roku w Helsinkach przez gitarzystę i autora tekstów Antona Kabanena.
Na twórczość zespołu wpływ mają między innymi Judas Priest, Manowar, W.A.S.P., Accept oraz Black Sabbath.

## Historia
Anton Kabanen założył Beast in Black w 2015 roku po opuszczeniu swojego poprzedniego zespołu Battle Beast wcześniej w tym samym roku. Podobnie jak w przypadku Battle Beast, nazwa zespołu jest hołdem dla japońskiej serii mang i anime „Berserk”. W skład zespołu wszedł również grecki wokalista Yannis Papadopoulos (ex Wardrum), węgierski basista Mate Molnar (ex Wisdom), gitarzysta Kasperi Heikkinen (ex U.D.O. i Amberian Dawn) oraz perkusista Sami Hänninen (ex Brymir i Spirit Disease).
Zespół podpisał umowę z wytwórnią Nuclear Blast i 3 listopada 2017 roku wydał swój pierwszy album Berserker, który spotkał się z pozytywnym odbiorem na całym świecie. Znalazł się on na siódmym miejscu w fińskim notowaniu, pojawił się również na listach przebojów w Niemczech, Wielkiej Brytanii, Szwecji, Szwajcarii i Francji.
7 lutego 2018 zespół ogłosił, że Atte Palokangas zastąpi Sami Hänninena jako perkusistę.
21 marca 2018 roku ogłoszono, że Beast in Black będzie zespołem wspierającym dla Nightwish podczas ich trasy koncertowej Decades: World Tour.
Drugi album zespołu zatytułowany From Hell with Love został wydany 8 lutego 2019 roku. Po wydaniu albumu Beast in Black odbyło swoją pierwszą samodzielną trasę koncertową z fińskim zespołem industrial metalowym Turmion Kätilöt jako zespołem wspierającym.
26 października 2021 roku Beast in Black wydało swój trzeci album zatytułowany Dark Connection. W albumie pojawiło się wiele nawiązań do popularnych dzieł z gatunku science fiction jak Łowca androidów, Bubblegum Crisis, Cyber City Oedo 808 czy Armitage III. Album został dobrze przyjęty osiągając wysokie miejsca na notowaniach list przebojów w takich krajach jak Szwecja (4 lokata, Sweden Hardrock), Wielka Brytania (7 lokata, UK Rock Charts), Szwajcaria (11 lokata) czy Niemcy (13 lokata). W Finlandii album trafił na pierwsze miejsce listy Finland Top 50.

## Muzycy
Obecny skład zespołu
- Anton Kabanen – gitara, śpiew, keyboard (2015–obecnie)
- Yannis Papadopoulos – śpiew (2015–obecnie)
- Kasperi Heikkinen – gitara (2015–obecnie)
- Máté Molnár – gitara basowa (2015–obecnie)
- Atte Palokangas – perkusja (2018–obecnie)

Beast in Black, obecny skład na Rockharz 2022
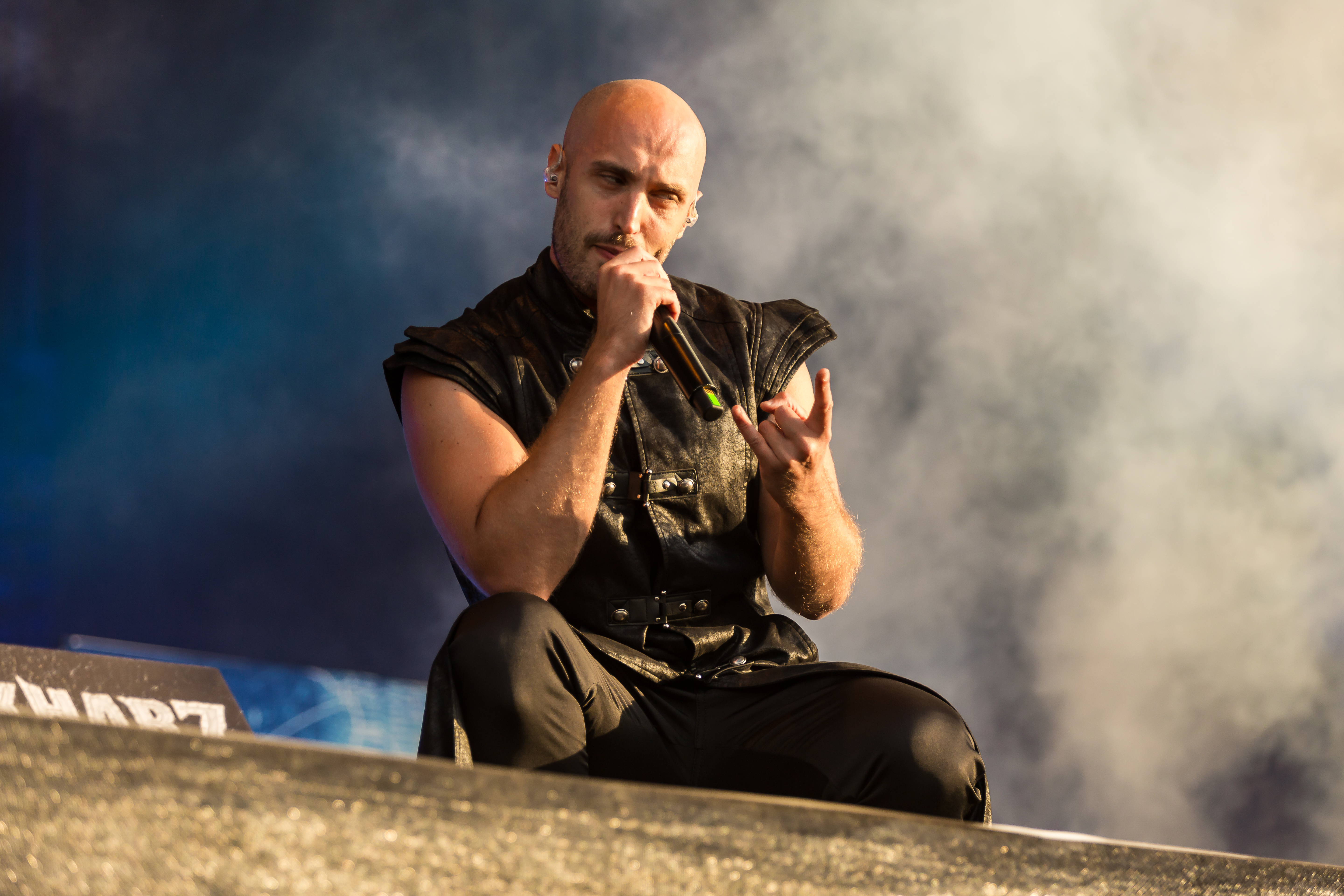
wokalista Yannis Papadopoulos
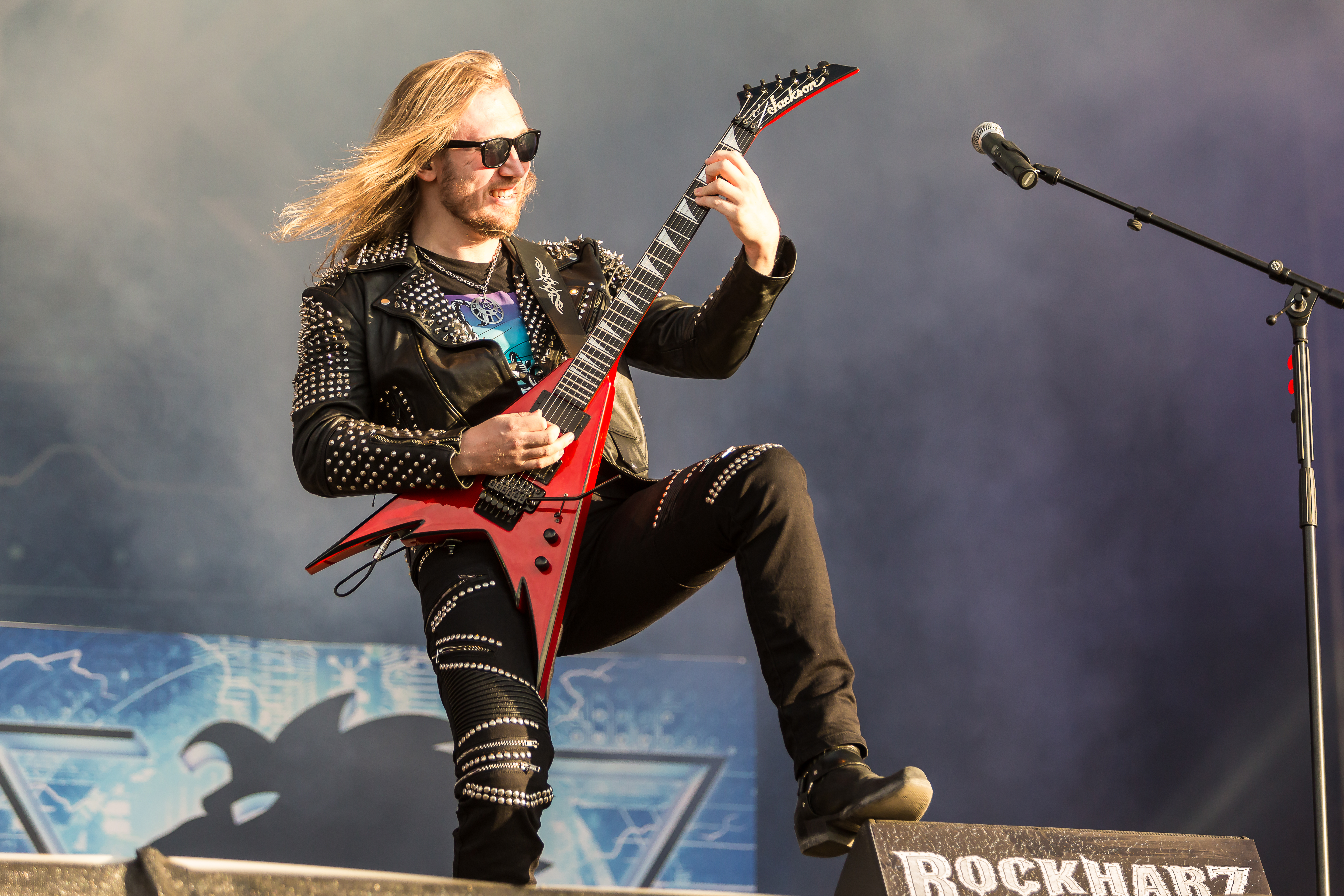
gitarzysta Anton Kabanen
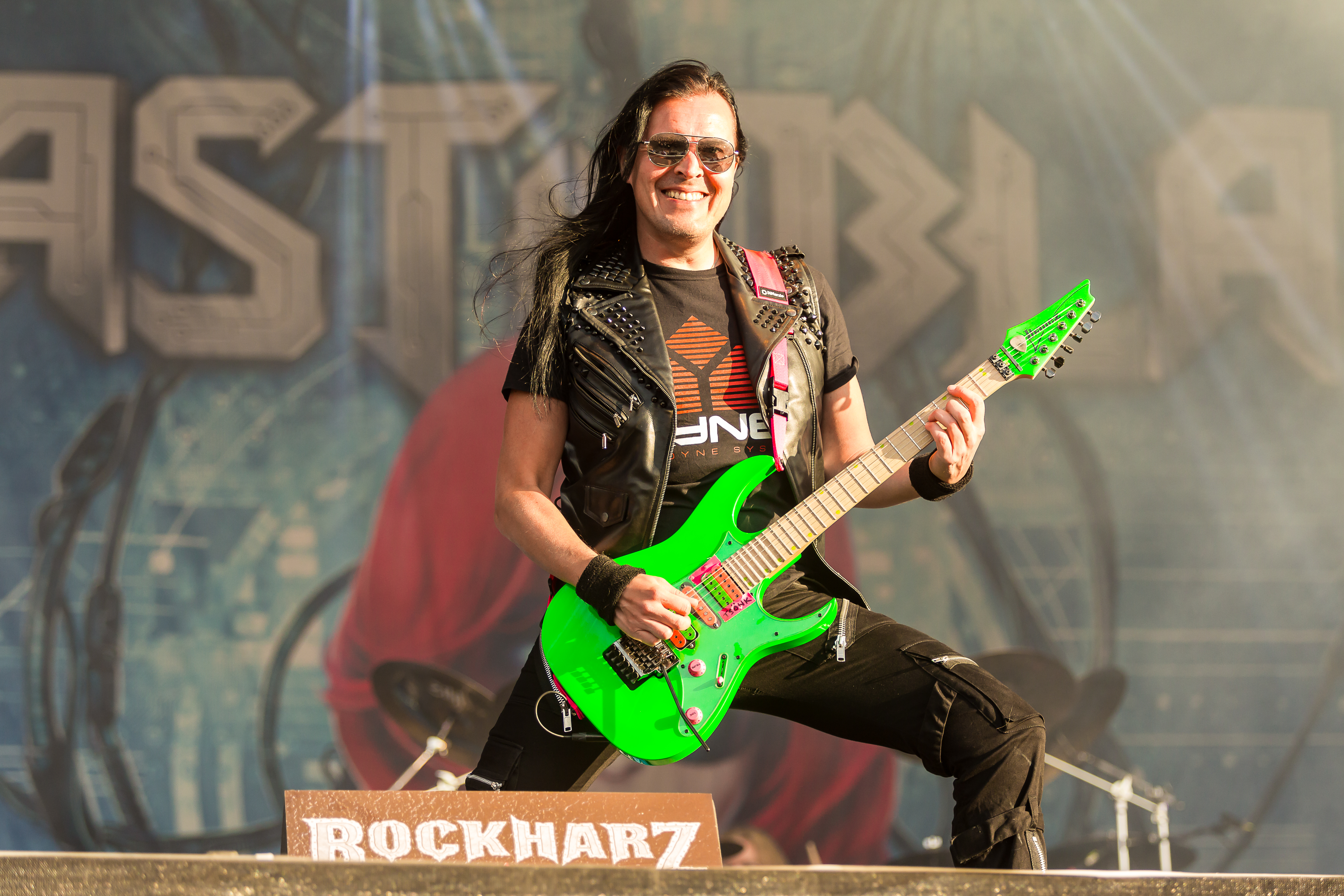
gitarzysta Kasperi Heikkinen
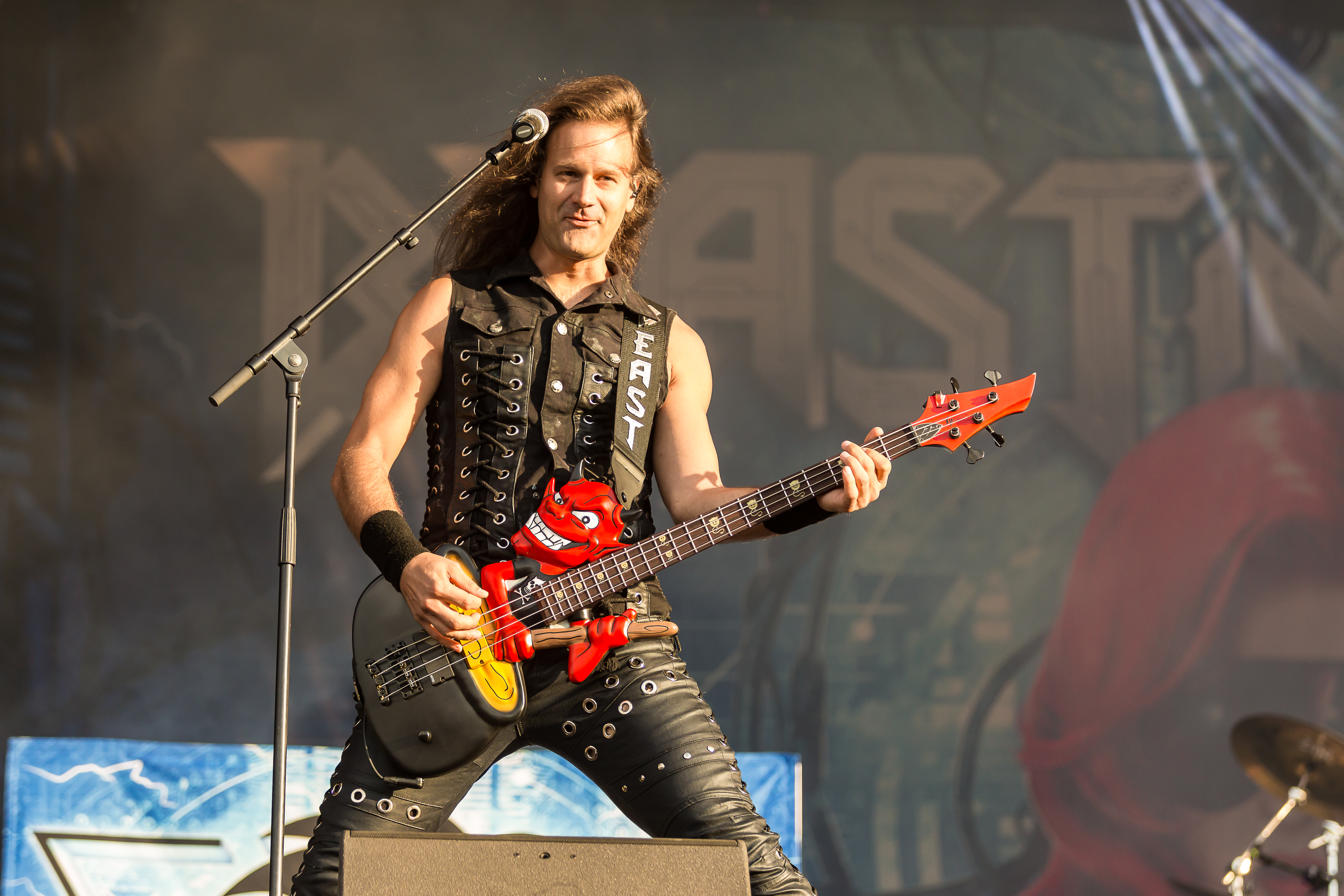
basista Mate Molnar
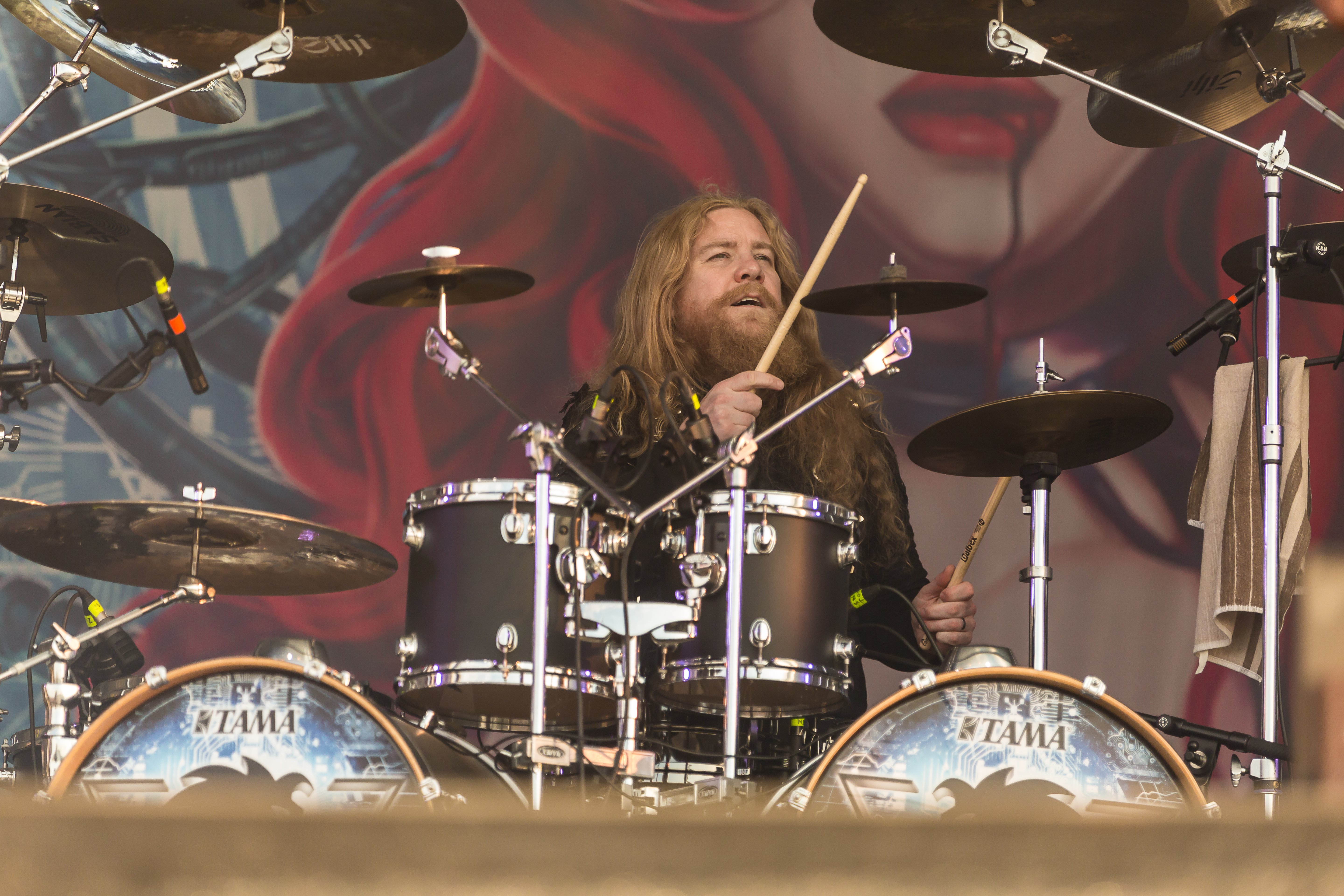
perkusista Atte Palokangas

Byli członkowie
- Sami Hänninen – perkusja (2015–2018)

Oś czasu

## Dyskografia

### Albumy
- Berserker (2017)
- From Hell with Love (2019)
- Dark Connection (2021)

### Single
- „Blind and Frozen” (2017)
- „Beast in Black” (2017)
- „Born Again” (2017)
- „Zodd the Immortal” (2017)
- „Sweet True Lies” (2018)
- „Die by the Blade” (2019)
- „From Hell with Love” (2019)
- „Moonlight Rendezvous” (2021)
- „One Night in Tokyo” (2021)
- „Hardcore” (2021)